# Hegetoria
Hegetoria (Oudgrieks: Ἡγητορία) was in de Griekse mythologie een nimf van het eiland Rhodos, die trouwde met Ochimus. Samen met hem kreeg zij een dochter, Cydippe of Cyrbia, die trouwde met de broer van Ochimus, Cercaphus. Volgens een alternatieve versie huwelijkte Ochimus zijn dochter juist uit aan Ocridion, maar ontvoerde Cercaphus haar en keerde hij niet terug tot Ochimus oud was.